# ديه وارن
ديه وارن (بالإنجليزية: Des Warren)‏ هو نقابي وعامل إنشاء بريطاني، ولد في 10 أكتوبر 1937، وتوفي في 24 أبريل 2004.